# Seznam ulic v Obřanech
Seznam ulic v Obřanech uvádí přehled ulic a veřejných prostranství na území evidenční části obce Obřany v Brně, která je územně totožná s katastrálním územím Obřany a tvoří část městské části Brno-Maloměřice a Obřany.

## Seznam
| Název           | Pojmenováno po        | Souřadnice                       | Obrázek | Commons                | RÚIAN  | Mapy.cz        |
| --------------- | --------------------- | -------------------------------- | ------- | ---------------------- | ------ | -------------- |
| Bílovická       | Bílovice nad Svitavou | 49°13′58″ s. š., 16°38′59″ v. d. |         |                        | 21351  | stre&id=78981  |
| Břehová         | Svitava               | 49°13′41″ s. š., 16°38′51″ v. d. |         |                        | 21831  | stre&id=79028  |
| Cihelní         | cihelna               | 49°13′57″ s. š., 16°38′49″ v. d. |         | Cihelní (Brno)         | 35998  | stre&id=80439  |
| Fantova         | Josef Fanta           | 49°14′18″ s. š., 16°38′38″ v. d. |         | Fantova (Brno)         | 23248  | stre&id=79168  |
| Faulhabrova     | Karel Faulhaber       | 49°13′51″ s. š., 16°38′59″ v. d. |         |                        | 23221  | stre&id=79166  |
| Fryčajova       | Tomáš Fryčaj          | 49°14′6″ s. š., 16°38′44″ v. d.  |         | Fryčajova (Brno)       | 31941  | stre&id=80035  |
| Hlaváčova       | Jan Hlaváč            | 49°13′47″ s. š., 16°38′44″ v. d. |         | Hlaváčova (Brno)       | 24007  | stre&id=79244  |
| Hradiska        | Hradisko u Obřan      | 49°13′47″ s. š., 16°39′27″ v. d. |         |                        | 24279  | stre&id=79271  |
| Kmochova        | František Kmoch       | 49°13′47″ s. š., 16°39′ v. d.    |         | Kmochova (Brno)        | 25704  | stre&id=79414  |
| Liští           | Jan Liska             | 49°13′57″ s. š., 16°39′7″ v. d.  |         |                        | 27081  | stre&id=79553  |
| Mlýnské nábřeží | Svitava               | 49°13′41″ s. š., 16°39′27″ v. d. |         | Mlýnské nábřeží (Brno) | 28487  | stre&id=79692  |
| Na Sedláku      |                       | 49°14′9″ s. š., 16°39′3″ v. d.   |         |                        | 801062 | stre&id=153757 |
| Panská lícha    |                       | 49°14′44″ s. š., 16°38′5″ v. d.  |         |                        | 731633 | stre&id=145866 |
| U splavu        | jez                   | 49°13′43″ s. š., 16°38′40″ v. d. |         | U splavu (Brno)        | 36056  | stre&id=80445  |
| Výpustky        |                       | 49°14′13″ s. š., 16°38′31″ v. d. |         | Výpustky (Brno)        | 35076  | stre&id=80347  |
| Zlatníky        |                       | 49°13′37″ s. š., 16°38′18″ v. d. |         | Zlatníky (Brno)        | 35700  | stre&id=80410  |
| Zázmolí         |                       | 49°13′45″ s. š., 16°38′32″ v. d. |         |                        | 35530  | stre&id=80393  |
| Újezdy          |                       | 49°13′42″ s. š., 16°38′38″ v. d. |         | Újezdy (Brno)          | 34070  | stre&id=80247  |
| Řádky           |                       | 49°13′43″ s. š., 16°38′35″ v. d. |         | Řádky (Brno)           | 31208  | stre&id=79961  |